# Draft
Draft (angl. rekrutování) je sportovní proces resp. trh, kterým skauti a trenéři profesionálních sportovních klubů vyhledávají nové mladé hráče do svého týmu, často z amatérských nebo univerzitních klubů. Draftování se používá především ve sportech v Severní Americe, hlavně v baseballu, americkém fotbalu, basketbalu, ledním hokeji a dalších. 